# 더 파라다이스
《더 파라다이스》(영어: The Paradise)는 BBC One에서 2012년 9월 25일부터 2013년 12월 8일까지 방영한 영국 드라마이다. 에밀 졸라가 1883년에 펴낸 소설 여인들의 행복 백화점이 원작이다. 1875년 영국 최초 백화점 더 파라다이스에서 근무, 구매, 거래하는 사람들의 일상과 사랑을 그린다.

## 개요
더 파라다이스 소유주 존 머리는 자신이 직원으로 있던 작은 직물점 에머슨스를 뛰어난 관리 능력을 통해 백화점으로 키워냈다. 스코틀랜드 피블스 시골 출신 데니즈는 삼촌 에드먼드의 가게 건너편에 위치한 더 파라다이스에 새 판매원으로 고용되고 곧 백화점 기대주로 떠오른다.

## 출연진

### 주연
- 조애나 밴더햄 - 데니즈 러벳 역
- 이먼 엘리엇 - 존 머리 역
- 매슈 맥널티 - 더들리 역
- 세라 랭커셔 - 오드리 양, 여성복 매장 책임자 역
- 일레인 캐시디 - 아너러블 캐서린 글렌데닝 역
- 패트릭 맬러하이드 - 글렌데닝 경, 존 머리가 재정 의존 중인 캐서린의 아버지 역
- 벤 대니얼스 - 톰 웨스턴 역

### 조연 및 특별출연
- 올리비아 핼리넌 - 조슬린 브룩마이어 역
- 마크 보너 - 피터 애들러 역
- 아서 다빌 - 브래들리 버로스 역
- 데이비드 뱀버 - 찰스 치점 역
- 에이드리언 스카버러 - 조지프 펜턴 역
- 케빈 거스리 - 너새니얼 역
- 브란카 카티치 - 클레망스 로마니 역
- 네이선 스튜어트재럿 - 크리스천 카트라이트 역